# Pellionia donglanensis
Pellionia donglanensis är en nässelväxtart som beskrevs av Wen Tsai Wang. Pellionia donglanensis ingår i släktet Pellionia och familjen nässelväxter. Inga underarter finns listade i Catalogue of Life.